# 无斑虎耳草
无斑虎耳草（学名：Saxifraga omphalodifolia），为虎耳草科虎耳草属下的一个植物种。